# Barbara Washburn
Barbara Washburn (West Roxbury, àrea de Boston, Massachusetts, 10 de novembre de 1914 - Lexington, Massachusetts, 25 de setembre de 2014) fou una alpinista estatunidenca. El 6 de juny de 1947 es convertí en la primera dona a escalar el Denali (Mount McKinley). Va estar casada amb el també alpinista Bradford Washburn i morí a poques setmanes del seu 100è aniversari.

## Biografia

### Joventut
Es graduà de l'Smith College després d'haver assistit al Boston Girls Latin School. De jove cursà també a la Universitat Harvard mentre treballava com a secretària per Bradford Washburn, llavors director del New England Museum of Natural History (avui dia el Museu de la Ciència de Boston). Quan Polk va dir que es casava, va ser obligada a deixar la seva feina al museu. Es casà el 27 d'abril de 1940 i celebrà les noces a Nou Hampshire per després passar l'estiu en una expedició a Alaska.

### Alpinisme i primers ascensos

#### Mont Bertha
Poc després de casar-se amb Bradford Washburn, la Barbara demanà d'acompanyar-lo juntament amb un equip de sis persones més en el primer intent d'expedició al Mont Bertha, de 3.110 metres d'altitud, una muntanya a la Serralada Fairweather d'Alaska, a principis de l'estiu de 1940. Juntament amb la Barbara, que no tenia experiència en el camp, Lowell Thomas Jr. de 16 anys els acompanyava a petició del seu pare, Lowell Thomas. Segons recordà Bradford més tard, "el seu pare imaginà que si la Barbara hi anava havia de ser fàcil".
Washburn escriví abans del seu casament que "no tenia rerefons alpinista". Una vegada a Alaska, l'equip va haver de carregar molt de material a través d'un seguit de campaments en diferents punts de la muntanya. Recordà durant aquell temps que "no tenia cap sentiment real sobre ser una dona pionera en una expedició seriosa a l'Alaska; si només hagués sapigut que sent l'única dona, havia d'estar a l'altura". En el primer intent d'arribar al cim, l'equip escalà tan lentament que va haver d'abandonar a poc més de 500 mentres. Durant la baixada, en Bradford va decidir que farien ràpel per una esquerda oberta i així estalviar temps. Segons Washburn, la Barbara va aprendre a fer ràpel en el moment amb només un seguit d'instruccions curtes. En el segon intent, tres dels membres de l'expedició, Lowell Thomas Jr., Alva Morrison i Lee Wilson, van decidir quedar-se al campament. Els altres cinc, la Barbara i en Bradford Washburn, juntament amb en Maynard Miller, en Michl Feuersinger i en Thomas Winship, vam fer el cim el 30 de juliol de 1940. L'agost, van retornar a Juneau (Alaska), on la Barbara notà que no s'estava recuperant igual de ràpid de l'expedició que la resta i va demanar consell a un metge, descobrint que feia mesos que estava embarassada.

#### Mont Hayes
El 1941, amb la por que la guerra acabés amb més oportunitats d'expedicions, en Bradford insistí en un nou repte. El Mont Hayes de 4.216 metres a la Serralada de Hayes d'Alaska havia estat intentat prèviament per dues expedicions, una d'elles arribant a més de 3.300 metres, però encara sense aconseguir per ningú al món. En Breadford recordà posteriorment que fou una de les poques expedicions amb la Barbara sense material addicional com ara aparells per realitzar mapes, sinó simplement per diversió atès que la guerra alteraria irrevocablement les seves circumstàncies i previndria futures aventures. Amb el fill de tres mesos, la Barbara no volia participar-hi però finalment va accedir-ho. Els Washburns reuniren un equip amb experiència, incloent en Ben Ferris, Sterling Hendricks, Bill Shand, Robin Montgomery i Henry Hall.
Després de carregar el material a les espatlles fins als gariebé 2.500 metres, el 29 de juliol de 1941 realitzaren una missió de reconeixement pel cim, amb un possible intent de fer-lo a ser possible. El punt crucial semblava una "cresta com un ganivet" segons en Bradford. Degut al mal temps, l'intent es retardà i no va ser fins l'1 d'agost que l'equip va planificar un segon intent. Una vegada van arribar a la cresta, la Barbara va ser l'escollida per liderar l'equip a través, ja que seria més fàcil per la resta recuperar-la si cresta donava pas. Posteriorment aquesta decisió fou criticada per diversos escaladors a la mateixa muntanya. En l'esquela del seu marit, l'American Alpine Journal escriví que aquesta part de l'ascens fou la seva fita alpinista més gran, indicant que "el que probablement fou la part més difícil d'escalada tècnica que en Brad va realitzar en la seva llarga carrera a Alaska fou el pas d'una cresta liderat per la seva dona". La cresta en qüestió no cedí i els escaladors van fer-ne el cim aquell mateix vespre.

#### Denali
Sis anys més tard i en un intent d'escalar el Denali (aleshores anomenat Mont McKinley) la Barbara va ser requerida per prendre part en l'Operation White Tower. L'expedició era patrocinada per RKO Pictures, que volien utilitzar l'escalada com a material publicitari per incrementar l'interès del públic en una pel·lícula que s'havia d'estrenar aviat, rodada als Alps, The White Tower. Originalment, els directius de l'estudi volien que es realitzés un viatge al Mont Everest però Bradford els va convèncer que allò era geopolíticament inviable després de la Segona Guerra Mundial. Barbara accedí a prendre part en l'expedició.
Finalment, 17 persones van prendre part en l'expedició: Carl Anderson, George Brown, Hakon Christensen, Robert Craig, William Deeke, Sgt. James Gale, William Hackett, Robert Lange, Earl Norris, Grant Pearson, Leonard Shannon, Harvey Solberg, William Sterling, H.T. Victoreen, Bradford Washburn, Barbara Washburn i George Wellstead. La Barbara fou l'única dona de l'expedició i aconseguí fer el cim el 6 de juny de 1947 juntament amb el seu marit i altres integrants de l'equip. Com a única dona de l'expedició, va esdevenir la primera dona en escalar el Denali.